# アブデルラヒム・ウアキリ
アブデルラヒム・ウアキリ（Abderrahim Ouakili、1970年12月11日 - 2023年12月18日）は、モロッコの元サッカー選手。元モロッコ代表。ポジションはミッドフィールダー。

## 来歴
1996年にモロッコ代表デビュー。アフリカネイションズカップ1998では全4試合に出場した。また、出場機会は無かったが1998 FIFAワールドカップのメンバーにも選ばれた。モロッコ代表で通算11試合に出場、2得点をあげた。

## 代表歴

### 出場大会
- モロッコ代表
  - 1998 FIFAワールドカップ

### 試合数
- 国際Aマッチ 11試合 2得点（1996年-1998年）[1]

| モロッコ代表 | 国際Aマッチ | 国際Aマッチ |
| 年           | 出場        | 得点        |
| ------------ | ----------- | ----------- |
| 1996         | 2           | 0           |
| 1997         | 1           | 1           |
| 1998         | 8           | 1           |
| 通算         | 11          | 2           |